# Dichotomius latistriatus
Dichotomius latistriatus är en skalbaggsart som beskrevs av Luederwaldt 1935. Dichotomius latistriatus ingår i släktet Dichotomius och familjen bladhorningar. Inga underarter finns listade i Catalogue of Life.